# Dasyhesma coolgardensis
Dasyhesma coolgardensis là một loài Hymenoptera trong họ Colletidae. Loài này được Exley mô tả khoa học năm 2004.